# فرودگاه منطقه‌ای هگرزتاون
فرودگاه منطقه‌ای هگرزتاون (به انگلیسی: Hagerstown Regional Airport) (به زبان بومی: Richard A. Henson Field) یک فرودگاه همگانی بهره‌برداری هوایی با کد یاتا HGR است که یک باند فرود آسفالت دارد و طول باند آن ۲۱۳۴ متر است. این فرودگاه در شهر مریلند کشور ایالات متحده آمریکا قرار دارد و در ارتفاع ۲۱۴ متری از سطح دریا واقع شده‌است.